# Militair Dienstkruis (Mecklenburg-Strelitz)
Het Militair Dienstkruis voor Onderofficieren en Manschappen (Duits: Militär-Dienstkreuz für .. Dienstjahre der Unteroffiziere und Manschaften) was een onderscheiding van het groothertogdom Mecklenburg-Strelitz. De onderscheiding die in 1869 door groothertog George werd ingesteld is iets jonger als de vergelijkbare onderscheiding voor de officieren in het Mecklenburgse leger; het gouden Offiziersdienskruis dat tot 1872 bestond. Ook de vorm van beide onderscheidingen was min of meer gelijk. Mecklenburg-Schwerin had al op 30 april 1841 een Militair Dienstkruis voor onderofficieren en soldaten ingesteld. Van de Schweriner dienstkruisen zijn meer klassen, graden en uitvoeringen bekend.
Na de val van de Mecklenburgse monarchie in november 1918 hielden de ridderorden van het groothertogdommen op te bestaan. Toch moesten er ook daarna nog militaire jubilea worden herdacht in wat restte van de regimenten. Daarom werden de Militaire Dienstkruisen Ie en IIe Klasse nog tot 1924 gebruikt.

## Het kruis
Waar de officieren een gouden kruis, een verguld kruis van brons en zilver, een zilveren kruis of een verzilverd bronzen kruis ontvingen waren de kruisen van de onderofficieren van zilver of brons. Voor de soldaten was er geen onderscheiding terwijl hun Schweriner collegæ hetzelfde kruis kregen als de onderofficieren.
Kruis en medaillon werden afzonderlijk gemaakt en later samengevoegd. De ring en het oog werden gesoldeerd. Een kruis is 35 millimeter breed en hoog.
Het aantal dienstjaren werd in Romeinse cijfers op de keerzijde van het medaillon vermeld. Op de voorzijde stond het gekroonde monogram "GS". Er zijn alleen kruisen bekend met het monogram van de stichter. Zijn vier opvolgers gebruikten alle drie het monogram van groothertog George.
Men droeg het kruis aan een purperrood zijden lint met blauwe en gele biesen.
De periode van 1869 tot 1913
- Het Militair Dienstkruis Ie Klasse voor Onderofficieren na 21 Dienstjaren (Een bronzen kruis met verzilverd bronzen medaillon)
- Het Militair Dienstkruis IIe Klasse voor Onderofficieren na 15 Dienstjaren (Een bronzen kruis met een geoxideerd verzilverd bronzen medaillon)
- Het Militair Dienstkruis IIIe Klasse voor Onderofficieren na 9 Dienstjaren (Een bronzen kruis met een geoxideerd bronzen medaillon). Dit kruis werd tot 1924 uitgereikt.

De periode van 1913 tot 1924
De onderscheiding voor langdurige dienst werd in 1869 hervormd en vereenvoudigd. Groothertog Frederik Willem besloot dat het kruis meer in de pas met het Pruisische decoratiebeleid moest lopen. De naam werd gewijzigd in "Militair Dienstkruis voor Onderofficieren" (Duits: Militär-Dienstkreuz für Unteroffiziere nach.. Dienstjahren) en de kruisen werden nu van brons gemaakt.
- Het Militair Dienstkruis voor Onderofficieren na 15 dienstjaren (Een verzilverd bronzen kruis)
- Het Militair Dienstkruis voor Onderofficieren na 12 dienstjaren (Een bronzen kruis met verzilverd bronzen medaillon)

In deze laatste vorm werd de onderscheiding ook na de val van de monarchie in november 1918 nog tot 1924 aan de jubilarissen uitgereikt.

## De legereenheden
Militairen die in de zes Mecklenburgse regimenten dienden kwamen voor het Militair Dienstkruis in aanmerking.
In het Duitse Keizerrijk werden de regimenten uit de kleinere staten die het Rijk vormden als deel van het Pruisische leger georganiseerd en zij vielen ook direct in de commandostructuur van het Pruisische leger. De Duitse keizer was hun opperbevelhebber en "Oberster Kriegsherr".
Dat was in de Militaire Conventies van 1868 en 1872 zo geregeld. De groothertogen van Mecklenburg-Schwerin en Mecklenburg-Strelitz deed afstand van hun recht om officieren te benoemen, te bevorderen of te ontslaan. Alleen de legers van de koning van Beieren waren meer autonoom al waren ook zij deel van hetzelfde militaire apparaat. De regimenten van de Mecklenburgse groothertogen kregen een dubbele aanduiding en werden ingedeeld in de 17e Divisie. Tussen het groothertogdom Mecklenburg-Schwerin en het veel kleinere groothertogdom Mecklenburg-Strelitz werd geen verschil meer gemaakt. De onderdanen van Mecklenburg-Strelitz kregen hun Militair Dienstkruis met op de voorzijde van het kruis het gekroonde monogram van hùn Groothertog.
In al deze regimenten werden de Mecklenburgse kruisen voor langdurige dienst uitgereikt. De officieren hadden bij jubilea recht op Pruisische kruisen maar zij mochten ook op een decoratie, voor hen was dat een ridderorde, uit Berlijn, Neustrelitz of Schwerin rekenen. In het Duitse leger werden alle verdienstelijke officieren min of meer automatisch van tijd tot tijd gedecoreerd. Deze praktijk en de grote waarde die de Duitsers aan hun onderscheidingen hechtten zorgden ervoor dat de 19e eeuw in Duitsland een bloeiperiode van de onderscheidingen en orden was.

### De Mecklenburgse regimenten
Mecklenburg leverde de volgende regimenten:
- De 34e Großherzoglich Mecklenburgische Infanteriebrigade des Deutschen Heeres.
- Het Großherzoglich Mecklenburgisches (Garde)Grenadier-Regiment Nr. 89 in Schwerin und Neustrelitz. Zij waren de gardisten die de residenties in Mecklenburg-Schwerin en Mecklenburg-Strelitz bewaakten. Deze militairen droegen als enige Duitse soldaten berenmutsen, een herinnering aan de nauwe familiebanden van de groothertogen met het Britse koningshuis.
- Het Großherzoglich Mecklenburgisches Füsilier-Regiment „Kaiser Wilhelm“ Nr. 90" in Rostock en Wismar.
- Het Großherzoglich Mecklenburgische Jägerbataillon Nr. 14 in Colmar aan de Franse grens.

De 17e Großherzoglich Mecklenburgische Kavalleriebrigade des Deutschen Heeres.
Het 1e Großherzoglich Mecklenburgisches Dragoner-Regiment Nr. 17 in Ludwigslust.
Het 2e Großherzoglich Mecklenburgisches Dragoner-Regiment Nr. 18 in Parchim.
De 17e Feldartillerie-Brigade des Deutschen Heeres.
- Het Großherzoglich Mecklenburgisches Feldartillerie-Regiment Nr. 60 in Schwerin.
- Het Holsteinisches Feldartillerie-Regiment Nr. 24 in Güstrow en Neustrelitz.

Van 1559 tot 1894 bewaakten Mecklenburgse troepen de Vesting Dömitz.